# Kostomlaty nad Labem
Kostomlaty nad Labem è un comune della Repubblica Ceca facente parte del distretto di Nymburk, in Boemia Centrale.